# IJzer-zwavelcluster

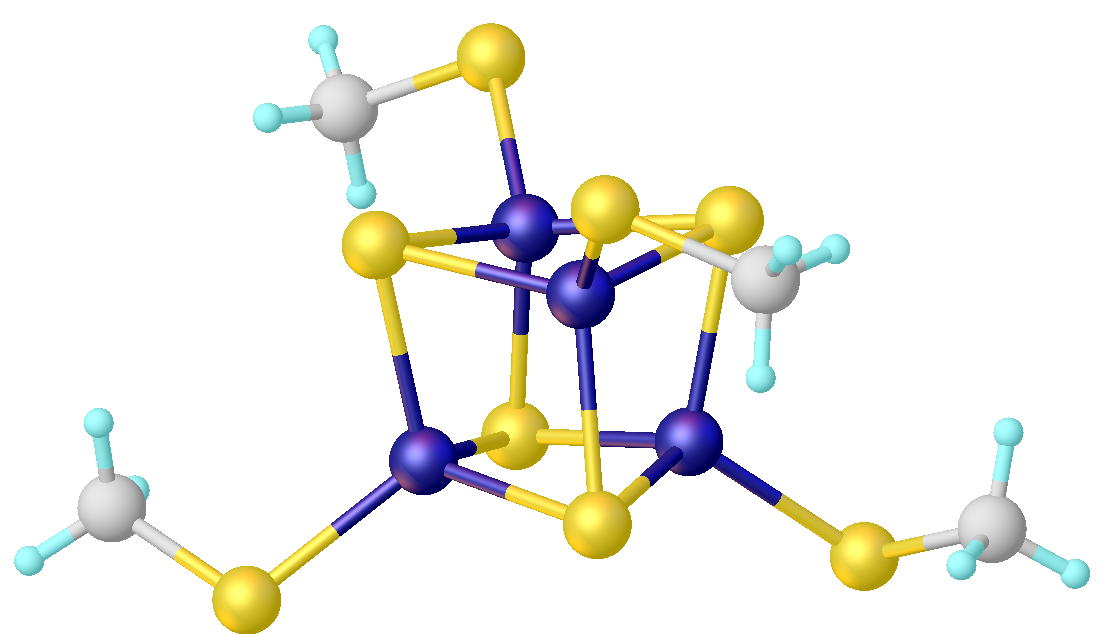
Structuur van [Fe_{4}S_{4}(SMe)_{4}]^{2−}, een synthetische analoog van biologische 4Fe–4S clusters.

Een ijzer-zwavelcluster, ook wel Fe–S-cluster, is een coördinatieverbinding van ijzer en sulfide. Ze zijn wijdverspreid in veel redox-actieve eiwitten en spelen een belangrijke rol in de overdracht van elektronen en energiestofwisseling. Een ijzer-zwavelcluster bestaat uit twee of vier ijzeratomen die gebonden zijn aan een gelijk aantal zwavelatomen en zijketens van cysteïne. Fe-S-clusters worden bestudeerd in de organometaalchemie, en zijn bijvoorbeeld bekend als precursors voor synthetische analogen van de biologische clusters.

## In eiwitten
In redox-actieve eiwitten, zoals NADH-dehydrogenase, co-enzym Q10 en cytochroom c, bevinden zich verschillende ijzer-zwavelclusters. Deze eiwitten zijn betrokken bij belangrijke onderdelen van de energiestofwisseling, zoals de oxidatieve fosforylering en fotosynthese. De ijzeratomen in deze clusters hebben een variabele oxidatietoestand en worden gebruikt om elektronen binnen het eiwitcomplex stapsgewijs door te geven. Hoewel er meerdere ijzeratomen in een cluster voorkomen, kan een ijzer-zwavelcluster telkens slechts één elektron dragen. Biosynthese van ijzer-zwavelclusters is zeer complex.